# SABRE (motor de cohete)
SABRE, acrónimo del inglés Synergistic Air-Breathing Rocket Engine (en español, Motor de cohete con respiración sinérgica de aire) es un concepto en desarrollo por Reaction Engines Limited para un motor de cohete de respiración de aire preenfriado híbrido hipersónico. El motor ha sido diseñado para lograr la capacidad de órbita en una etapa, lo que impulsó la propuesta del Skylon como vehículo de lanzamiento. SABRE es una evolución de la serie de diseños de Alan Bond de motores de ciclo de aire líquido (del inglés LACE) y como LACE diseños que se iniciaron en los principios o a mediados de los 1980 para el proyecto HOTOL. Lo revolucionario de la tecnología del motor es su habilidad para enfriar el aire de entrada con velocidades hasta Mach 5,5 desde 1000 °C a -150 °C en una fracción de segundo.

## Concepto
Al igual que el RB545, el diseño de SABRE no es ni un  motor de cohete convencional, ni un motor a reacción, sino un híbrido que utiliza el aire del ambiente a bajas velocidades/altitudes, y oxígeno líquido (LOX) almacenado a mayor altitud. El motor de SABRE "se basa en un intercambiador de calor capaz de enfriar el aire de entrada a -150 °C (-238 F), para proporcionar oxígeno para la mezcla con hidrógeno y proporcionar el impulso del chorro durante el vuelo atmosférico antes de cambiar al oxígeno líquido almacenado cuando se encuentra en el espacio."
En la parte delantera del motor, un simple cono de entrada de choque de traslación axisimétrica ralentiza el aire a velocidades subsónicas utilizando dos reflexiones de choque. Parte del aire pasa entonces a través de un pre-enfriador en el núcleo central, con el resto que pasa directamente a través de un anillo de derivación de estatorreactores. El núcleo central de SABRE detrás del pre-enfriador utiliza un turbo compresor que corre gracias al mismo bucle gaseoso de helio del ciclo de Brayton que comprime el aire y lo alimenta en cuatro cámaras de combustión del motor de cohete de ciclo combinado de alta presión. El oxígeno también se alimenta a la unidad de combustión, mediante el uso de una turbo bomba .
En 2011, se completó la prueba del hardware de la tecnología del intercambiador de calor "crucial para el motor de cohete híbrido que respira oxígeno líquido y aire (SABRE)", lo que demuestra que la tecnología es viable. Las pruebas validaron, que el intercambiador de calor podría rendir, según sea necesario para que el motor obtenga suficiente oxígeno de la atmósfera para apoyar la operación a baja altitud y el funcionamiento de alto rendimiento.